# Trg Republike Hrvatske (Zagreb)
Trg Republike Hrvatske je jedan od najvećih trgova u Zagrebu.
Središnjim dijelom trga dominira zgrada Hrvatskoga narodnog kazališta, a uokolo su smještene različite javne zgrade historicističke arhitekture 19 st. u Zagrebu.

## Povijest trga
Današnji Trg Republike Hrvatske, svoj današnji izgled dobio je u vremenu od 1855. (kad je započeta gradnja tadašnje bolnice na južnim livadama i pašnjacima ondašnjeg grada) do 1964. (kada je podignuta zgrada Željpoha). Današnji trg je prvi u nizu od triju trgova zapadnoga kraka tzv. Lenucijeve potkove (nazvane tako prema zagrebačkom gradskom inženjeru Milanu Lenuciju, 1849. – 1924.) koji je u doba historicizma, posljednjih desetljeća 19. st., urbanistički uokvirio središnji dio Zagreba lancem trgova, kojemu - istočnu stranicu čine Tomislavov, Strossmayerov i Trg Nikole Šubića Zrinskog, a Marulićev, Mažuranićev i Trg Republike Hrvatske - zapadnu stranicu. Spojnicu obaju krakova potkove čine Botanički vrt i Trg dr. Ante Starčevića.
- 1855. – 1856. Na sjevernoj je strani podignuta je prva zgrada na budućem trgu, za potrebe bolnice Milosrdnih sestara, (od 1868. do 1882. u njoj se nalazila tvornica duhana), od 1882. preuzima je zagrebačko Sveučilište, a danas je u njoj smješten Rektorat i Pravni fakultet. Arhitekt je bio Ludwig von Zettl.
- 1864. u netom podignutoj zgradi bolnice (koja to nikad nije ni bila), održana je Prva dalmatinsko-hrvatska-slavonska gospodarska izložba.
- 1874. na istočnoj strani podignuta je zgrada koja je danas sjedište izdavačkoga poduzeća Školska knjiga, prema projektu Janka Jambrišaka (ova građevina doživjela je brojne preinake).
- 1876. – 1878. na istočnoj strani podignuta je dvokatna zgrada Hrvatskoga gospodarskog društva (danas dio Pravnoga fakulteta) prema nacrtima arhitekta Franje Kleina. (Godine 1922. nadograđen joj je treći kat).
- 1884. Trg je omeđen i s juga, dovršen je dom gimnastičkog društva Hrvatski sokol i pjevačkog društva Kolo. Zgrada je podignuta prema revidiranom projektu arhitekta Matije Antolca. Zapadno je krilo dograđeno tijekom podizanja Hrvatskoga narodnog kazališta (Fellner i Helmer) i služilo je prvobitno kao spremište kulisa (danas u njemu nalazi dvorana za baletne pokuse, majstorske radionice, prostorije za grijanje i klimatizaciju kazališne zgrade). To je krilo od 1969. prostranim podzemnim hodnikom povezano s glavnom zgradom. U lijevom krilu zgrade smještena je Akademija dramske umjetnosti.
- 1888. podignut je još jedan reprezentativan objekt zgrada Obrtne škole i Muzeja za umjetnost i obrt na zapadnoj strani budućeg trga, po projektu Hermanna Bolléa.
- 1889. Trg se zatvara s istočne strane, podignut je Učiteljski dom, arhitekta Lea Hönigsberga. Njezini su prvi stanari: Učiteljska zadruga, Hrvatski pedagogijsko-književni zbor i središnji odbor Saveza hrvatskih učiteljskih društava
- 1891. na prostoru novog Sajmišnog trga održana je velika Jubilarna gospodarsko-šumarska izložba.
- 1891. na sjeverozapadnom uglu trga podignuta je ugaona dvokatnica, prema projektu Kuna Waidmanna, (u njoj je danas smješten Leksikografski zavod Miroslav Krleža).
- 1895. svečano je otvorena nova zgrada Hrvatskoga narodnog kazališta u nazočnosti cara Franje Josipa.
- 1899. podignuta je ugaona dvokatnica na istočnoj strani trga (prema tadašnjoj Marovskoj ulici) prema projektu Martina Pilara (suradnici; Julijo Mally i Dragutin Bauda), 1922. prvotna dvokatnica nadograđena je trećim katom i mansardom po nacrtima Otona Goldscheidera. Danas je u njoj poznata zagrebačka Kazališna kavana.
- 1903. na jugozapadnoj strani podignuta je secesijska građevina poznata kao zgrada SKF, prema projektima Lea Honigsberga i Julija Deutscha, uz suradnju Vjekoslava Bastla.
- 1905. postavljen Zdenac života ispred zgrade HNK, prema nacrtu Ivana
Meštrovića.
- 1908. postavljen je spomenik sv. Jurju (rad Antona Dominika Fernkorna, iz 1853.) pred palačom Trgovačko-obrtničke komore, danas je taj kip premješten pred zgradu SKF.
- 1911. – 1912. preuređenje sjevernog dijela trga prema projektu Ignjata Fischera, postavljen je Zdenac života, a obelisci – kandelabri oko zgrade kazališta preseljeni su na Mirogoj.
- 1913. istočno od zgrade Kola, podignuta je kuća Frank, koju je u stilu renesansne palače projektirao Viktor Kovačić.
- 1964. na zapadnoj, praznoj strani podignuta je poslovna zgrada Željpoha (kasnije Ferimport) od 1961. do 1964., prema projektu arhitekta Stanka Fabrisa.
- 2014. otvara se nova zgrada Muzičke akademije u Zagrebu.[1]

- 2017. odlukom većine glasova u Gradskoj skupštini grada Zagreba mijenja se tadašnji naziv Trga maršala Tita u Trg Republike Hrvatske.[2]

#### Povijest imena trga
- Sajmišni trg (1878. – 1888.)[3]
- Sveučilišni trg (1888. – 1919.)
- Wilsonov trg (1919. – 1927.)
- Trg kralja Aleksandra I. (1927. – 1941.)
- Trg I. (1941. – 1945.)
- Kazališni trg (1945. – 1946.)
- Trg maršala Tita (1946. – 2017.)
- Trg Republike Hrvatske (2017. – danas)

Samo ime trga bilo je godinama predmet rasprava u javnosti, a kao glavni argument za promjenu naziva trga iznosila se činjenica da je Josip Broz Tito kao komunistički diktator odgovoran za smrt desetaka tisuća ljudi koji se nisu slagali s totalitarnim režimom koji je predvodio.[nedostaje izvor] Na inicijativu dijela desno-orijentiranih zastupnika zagrebačke Gradske skupštine, ozbiljnije se razvila ideja za promjenom naziva trga. Gradonačelnik Milan Bandić, potaknut ranije-spomenutom inicijativom, odlučio je promijeniti Trg maršala Tita u Trg Republike Hrvatske. Promjena je napravljena 2017. godine, a podržalo ju je 29 od ukupno 51 zastupnika u Gradskoj skupštini, a među njima su zastupnici četiriju stranaka: Bruna Esih - Zlatko Hasanbegović: Neovisni za Hrvatsku, Milan Bandić 365 - Stranka rada i solidarnosti, HDZ i HSLS.

## Vanjske poveznice
|  | Zajednički poslužitelj ima još gradiva o temi Trg Republike Hrvatske (Zagreb) |

- Snješka Knežević: URBANISTIČKO ZNAČENJE ZGRADE REKTORATA SVEUČILIŠTA na portalu Pravnog fakulteta  Arhivirana inačica izvorne stranice od 30. prosinca 2008. (Wayback Machine)
- Gradska četvrt Donji grad na službenom portalu grada Zagreba